# Sycorax (djur)
Sycorax är ett släkte av tvåvingar som beskrevs av Alexander Henry Haliday 1839. Sycorax ingår i familjen fjärilsmyggor.

## Dottertaxa tillSycorax, i alfabetisk ordning[1][2]
- Sycorax africana
- Sycorax alpina
- Sycorax andicola
- Sycorax assimilis
- Sycorax australis
- Sycorax bahiensis
- Sycorax bicornua
- Sycorax caucasica
- Sycorax chilensis
- Sycorax colombiensis
- Sycorax cryptella
- Sycorax dispar
- Sycorax duckhousi
- Sycorax fairchildi
- Sycorax feuerborni
- Sycorax filipinae
- Sycorax goutneri
- Sycorax impatiens
- Sycorax kalengoensis
- Sycorax longispinosa
- Sycorax malayensis
- Sycorax milleri
- Sycorax nipponicus
- Sycorax popovi
- Sycorax satchelli
- Sycorax silacea
- Sycorax similis
- Sycorax slovacus
- Sycorax tonnoiri
- Sycorax trifida
- Sycorax trispinosa
- Sycorax usambaricus
- Sycorax utriensis
- Sycorax wampukrum